# UFC on FX: Alves vs. Kampmann
UFC on FX: Alves vs. Kampmann  è stato un evento di arti marziali miste organizzato dalla Ultimate Fighting Championship tenutosi il 3 marzo 2012 (ora australiana) all'Allphones Arena di Sydney, Australia.

## Retroscena
È il terzo evento UFC tenutosi in Australia, il numero 200 nella storia dell'organizzazione ed il primo evento non principale ad essere stato organizzato fuori dagli Stati Uniti.
Nell'evento sono incluse le semifinali del torneo dei pesi mosca, torneo che incoronerà il primo campione UFC di categoria.
Kyle Noke avrebbe dovuto affrontare Jared Hamman, ma quest'ultimo si infortunò e venne sostituito con il debuttante Andrew Craig.
Allo stesso modo Mackens Semerzier avrebbe dovuto vedersela con Robbie Peralta, ma questo diede forfait e venne rimpiazzato con Daniel Pineda.

## Risultati

### Card preliminare
- Incontro categoria Pesi Massimi:  Oli Thompson contro  Shawn Jordan

Jordan sconfigge Thompson per KO Tecnico (ginocchiata e pugni) a 3:53 del secondo round.
- Incontro categoria Pesi Piuma:  Mackens Semerzier contro  Daniel Pineda

Pineda sconfigge Semerzier per sottomissione (armbar triangolare) a 2:05 del primo round.
- Incontro categoria Pesi Welter:  TJ Waldburger contro  Jake Hecht

Waldburger sconfigge Hecht per sottomissione (armbar) a 0:55 del primo round.
- Incontro categoria Pesi Medi:  Kyle Noke contro  Andrew Craig

Craig sconfigge Noke per decisione unanime (29-28, 29-28, 29-28).
- Incontro categoria Pesi Piuma:  Cole Miller contro  Steven Siler

Siler sconfigge Miller per decisione unanime (29-28, 29-28, 29-28).
- Incontro categoria Pesi Mediomassimi:  Anthony Perosh contro  Nick Penner

Perosh sconfigge Penner per KO Tecnico (pugni) a 4:59 del primo round.
- Incontro categoria Pesi Mediomassimi:  James Te-Huna contro  Aaron Rosa

Te-Huna sconfigge Rosa per KO Tecnico (pugni) a 2:08 del primo round.

### Card principale
- Incontro categoria Pesi Medi:  Court McGee contro  Costa Philippou

Philippou sconfigge McGee per decisione unanime (29-28, 29-28, 29-28).
- Semifinale torneo Pesi Mosca:  Demetrious Johnson contro  Ian McCall

L'incontro tra Johnson e McCall terminò in parità (29-28, 29-29, 28-28) ma inizialmente venne assegnata una vittoria divisa a Johnson.
- Semifinale torneo Pesi Mosca:  Joseph Benavidez contro  Yasuhiro Urushitani

Benavidez sconfigge Urushitani per KO Tecnico (pugni) a 0:11 del secondo round.
- Incontro categoria Pesi Welter:  Thiago Alves contro  Martin Kampmann

Kampmann sconfigge Alves per sottomissione (strangolamento a ghigliottina) a 4:12 del terzo round.

## Premi
Ai vincitori sono stati assegnati 50.000$ per i seguenti premi:
- Fight of the Night:  Demetrious Johnson contro  Ian McCall
- Knockout of the Night:  Joseph Benavidez
- Submission of the Night:  Martin Kampmann